# Квемо Хандакі
Квемо Хандакі (груз. ქვემო ხანდაკი) — село в Грузії.
За даними перепису населення 2014 року в селі проживає 244 особи.